# Tipo jazz band
Pour les articles homonymes, voir Tipo.
Le Tipo jazz band est une catégorie de formations musicales appararue à La Havane dans l'île de Cuba, pendant les années 1920, sous l'influence des orchestres de jazz américains venant jouer dans les hôtels de la capitale cubaine, qui révolutionna la musique populaire cubaine.

## Les origines
Les grands hôtels de La Havane - construits pour accueillir les touristes américains venant s'encanailler sur l'île si proche et si différente de leur univers - organisaient tous pour ceux-ci des soirées dansantes, pour lesquelles ils n'hésitaient pas, dès le début des années 1920, à faire venir par ferry ou bateau pour les fins de semaines, des orchestres nord-américains. Beaucoup de musiciens cubains en profitent pour fréquenter les jazzmen américains de passage, et, peu à peu, sous leur influence, se forge un nouveau type d'orchestre que les Cubains appelleront « Tipo Jazz Band », dans lesquels la percussion cubaine trouve toute sa place.
Les orchestres de Tipo jazz band se caractérisent par la présence d'une forte section de saxophones, un trombone, deux trompettes, une contrebasse et une batterie. Le piano est généralement présent ainsi que des percussions. La présence d'un ou plusieurs chanteurs est indispensable. Certains groupes ont parfois un chanteur spécialisé dans l'interprétation des morceaux en anglais. Ainsi, l'Orchestre Hermanos Castro possède deux chanteurs qui alternent : Miguelito Valdés (1912-1978) - de son vrai nom Miguel Eugenio Lázaro Zacarías Izquierdo Valdés -  et Alfredo Hirch, et fait appel, pour les parties en langue anglaise, à Clark Dennis. Le répertoire de ces ensembles est destiné à la danse et va de la musique cubaine au jazz traditionnel, fox-trots, charleston, slows ...
Dès la fin de cette décennie ces formations obtiennent de bons succès et vont proliférer au cours des années suivantes.

## Les années 1930
Parmi les premiers orchestres « Typo jazz band » à se constituer figurent  l'orchestre  « Hermanos Castro », fondé en 1929 par le saxophoniste Manuel Castro, et ses frères Antonio, Andrés et Juan, puis celui des « Hermanos Palau », le jazz band d'Alfredo Brito (1896-1954) (de son vrai nom Valdés Brito Ibañez) et l'orchestre du pianiste Antonio María Romeu (1896-1954), fondé en 1910 à La Havane, qui se transforme, à cette époque pour devenir un Typo jazz band.
Bien que Santiago de Cuba ne soit pas encore à cette époque très ouverte au tourisme américain, les premiers orchestres « Tipo jazz band » y apparaissent très tôt. Le compositeur, saxophoniste et chef d'orchestre Mariano Mercerón (1905-1975) y organise l'orchestre « Mariano Mercerón and the Piper Boys » en 1932. La même année le compositeur, violoniste et chef d'orchestre Electo « Chepín » Rossell (1907-1984) et le pianiste Bernardo Chovén Villalon (1910-1999) unissent leurs efforts pour former leur ensemble, le jazz band « Chepín-Chovén », qui prit une part active à la vie musicale de Santiago dans les décennies quarante et cinquante. Pendant tout le reste de la décennie l'Oriente cubain va vibrer au rythme de ces deux formations ainsi que de l' orchestre C.M.K.R. fondé à Santiago en 1934, patronné par la radio du même nom sous la direction de Rigoberto Hecheverria. 
Au milieu des années 1930, certains orchestres « Tipo jazz band » éprouvent le besoin de revenir à plus de cubanité pour conquérir un public plus large et plus populaire. C'est sous cette forme que s'organisent en 1937 l'orchestre  « Casino de la Playa », fondé à La havane par le chanteur Miguelito Valdés, le pianiste et compositeur Anselmo Sacasas (1912-1998), Walfredo de los Reyes, Liduvino Pereira et Guillermo Portela et, entre 1938 et 1939, le « Havana Riverside », créé par le chef d'orchestre Enrique González Mántici (1912-1974), tous deux issus d'une scission des « Hermanos Castro ».

## Les années 1940
En 1941 Luciano Gonzales « Chano » Pozo (1915-1948), l'un des grands percussionnistes cubains, qui joue du conga avec le tipo Jazz Band « Havan Casino », devient la vedette du show « Congo Pantera » présenté au Cabaret Tropicana.
Dans les années 1940 également, le  chanteur Benny Moré (1919-1963) - découvert par Miguel Matamoros (1894-1971), qui, se rendant compte de ses dons exceptionnels, l'intègra aussitôt dans son Tipo jazz band, qui se produisait à l'Hôtel Nacional - reste quelque temps au Mexique, après un séjour avec l'orchestre de Miguel Matamotos, et s'y produit avec les orchestres de tipo jazz band les plus importants, dirigés par des Cubains ou des Mexicains. En août 1953, il forme son propre orchestre de « Tipo jazz band », la Banda Gigante de Benny Moré. 

## Principaux orchestres
- Orquesta Hermanos Castro, (1929)
- Orquesta Hermanos Palau,
- Orquesta Hermanos Lebatard,
- Jazz band d'Alfredo Brito,
- Orchestre d'Armando Romeu,
- Piper Jazz de Mariano Merceron, (1932)
- Orchestre Chepin-Choven, (1932)
- Jazz band de Jesús Montalvo,
- Orchestre C.M.K.R, (1934)
- Jazz band Havan Casino,
- Orquesta Casino de la Playa, (1937)
- Orquesta Havana Riverside, (1938)
- Banda Gigante de Benny Moré, (1953)